# الاتحاد الفلسطيني للجوجيتسو
الاتحاد الفلسطيني للجوجيتسو هو إتحاد رياضي تأسس في فلسطين عام 2021، وحظي بعضوية الإتحاد العربي للجوجيتسو، ثم انضم لعضوية كل من الإتحاد الدولي للجوجيتسو والإتحاد الأسيوي للجوجيتسو. ويشغل غسان أبو مطر في الوقت الحالي منصب رئيس الإتحاد.

## لمحة تاريخية
ظهرت رياضة الجوجيتسو على الساحة الرياضية في فلسطين في منتصف عام 2009 على يد مجموعة من الرياضيين منهم: قيس شقير ورامي الشولي الذي أسس نادي السورس وأحمد قفة وغسان مطر ومحمد رويضي وأحمد خفش الذي حصل على رتبة أول حكم دولي في فلسطين عام 2019. سافر عدد من الرياضيين  إلى الأردن وتعلموا قوانين اللعبة، ثم عادوا إلى فلسطين لممارسة رياضة الجوجيتسو في عدد من الأندية في غزة ورام الله والقدس. أسسوا نادي بال جيتس ونادي باور جيم وأخذوا يدربون ويضمون لاعبين جدد على هذه الرياضة، وعلى الرغم من ضعف الإمكانيات وعدم توافر التجهيزات المادية اللازمة لهم، فقد استطاعوا في النهاية العبور إلى العالمية وإحراز العديد من الألقاب والميداليات في البطولات الدولية فحصل لاعبو فلسطين على ميداليتان ذهبيتان في بطولة الجوجيتسو البرازيلية التي أقيمت في العاصمة الأردنية عمّان عام 2016. كانت أندية الجوجيتسو الفلسطينية آنذاك تابعة للاتحاد الفلسطيني للكيك بوكسينغ والجودو.

## الأنشطة والإنجازات
يتولى الاتحاد الفلسطيني للجوجيتسو نشر الرياضة عن طريق إعداد البرامج التدريبية وإقامة الفعاليات والمسابقات، واستقطاب المزيد من اللاعبين لممارسة اللعبة في كل من الضفة الغربية وقطاع غزة، إلى جانب إنشاء الأندية والمراكز وتوفير ما يلزم لها من أجهزة ومدربين وتوفير الدعم اللازم لها لتمثيل فلسطين داخليًا وخارجيًّا. نجح الإتحاد في تشكيل المنتخب الوطني الفلسطيني للجوجيتسو، والذي كانت له مشاركات في عدد من البطولات الخارجية مثل بطولة غراند بريكس للجوجيتسو وبطولة باتيا الشاطئية وتمكن من أحراز 6 ميداليات ملونة في بطولة تايلاند للجوجيتسو، وحصد كذلك خمس ميداليات (ذهبيتان وثلاث ميداليات برونزية) في بطولة المملكة الأردنية الهاشمية للجوجيتسو وتمكن من إحراز ميداليتين برونزيتين في بطولة بطولة الإمارات الدولية للجوجيتسو.

## البطولات
ينظم الاتحاد الفلسطيني للجوجيتسو العديد من الفعاليات والبطولات في اللعبة، كما يتولى الإشراف على الدورات والبطولات التنشيطية التي تنظمها بعض الأندية والمراكز المنتسبة له، ومن أهم البطولات التي نظمها الإتحاد ما يلي:
- بطولة رام الله للجوجيتسو.[7][8]
- بطولة فلسطين الدولية المفتوحة للجوجيتسو.[9]